# Joshua Topolsky

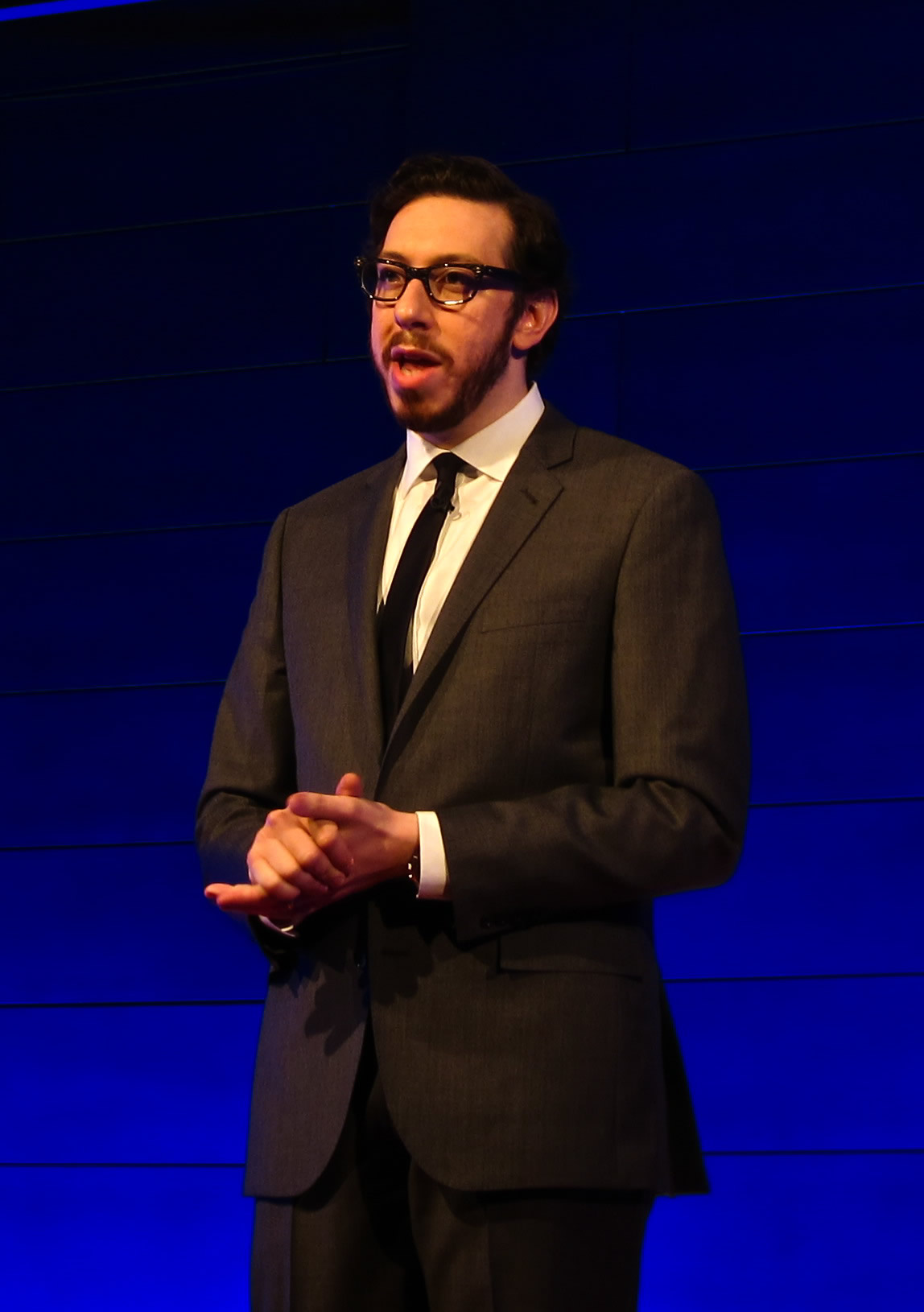
Joshua Topolsky auf der Engadget-Show 2010

Joshua Ryan Topolsky (* 19. Oktober 1977 in Pittsburgh, Pennsylvania) ist ein US-amerikanischer Technikjournalist. Unter seinen Vornamen Joshua Ryan arbeitete er auch als Musikproduzent, Schlagzeuger und DJ. Topolsky war Chefredakteur von den Websites Engadget und The Verge, heute arbeitet er für die Website The Outline.

## Karriere
Von August 2008 bis März 2011 war Joshua Topolsky Chefredakteur des Blog-Netzwerks Engadget. 2011 verließ er gemeinsam mit zahlreichen Kollegen Engadget, darunter Nilay Patel und Joanna Stern, und gründete gemeinsam mit ihnen den Technologieblog This Is My Next, aus der am 1. November 2011 die Website The Verge hervorging. Grund hierfür waren Konflikte zwischen Topolsky und Michael Arrington, dem Gründer der Engadget-Schwesterseite TechCrunch.
2009 wurde er neben seiner journalistischen Arbeit im Internet zum Technologiekorrespondent der Sendung Late Night mit Jimmy Fallon bei NBC. Während einer dieser Sendungen verkündete er am 18. Juli 2011 die Gründung von The Verge. Den Wechsel Fallons 2014 zu The Tonight Show vollzog auch Topolsky mit.
Am 4. August 2014 wechselte Topolsky von The Verge zu Bloomberg Businessweek, wo ihm die Verantwortung für einen Strategiewechsel im Zuge der Digitalisierung übertragen wurde. Seit April 2015 betreibt Topolsky den wöchentlichen Podcast Tomorrow mit jeweils einem Interviewgast, mit dem er zu Trends in Technologie, aktuellen Neuheiten und Kultur ins Gespräch kommt. Weniger als ein Jahr nach der Einstellung bei Bloomberg Businessweek wurde Topolsky am 10. Juli 2015 persönlich durch Michael Bloomberg entlassen, nachdem er sich über Bloombergs Infragestellung der durch Topolsky neu aufgestellten Website lustig gemacht hatte.
Am 5. Dezember 2016 gründete Topolsky unter Nutzung von Risikokapital von Beteiligungsgesellschaften die Website The Outline.